# Skalisze
Skalisze [pronunciación en polaco: /skaˈliʂɛ/] (en alemán: Skallischen Forst, Anteil Kreis Angerburg) es un pueblo ubicado en el distrito administrativo de Gmina Budry, dentro del Condado de Węgorzewo, Voivodato de Varmia y Masuria, en Polonia del norte, cercano a la frontera con el Kaliningrad Oblast de Rusia. Se encuentra aproximadamente a 9 kilómetros al noreste de Budry, a 18 kilómetros al noreste de Węgorzewo, y a 112 kilómetros al noreste de la capital regional Olsztyn.
Antes de que 1945, el área fue parte de Alemania (Prusia Oriental).